# Noriaki Kasai
Noriaki Kasai (Shimokawa, 6. lipnja 1972.) je japanski skijaš skakač, osvajač je dvije srebrne medalje na Zimskim olimpijskim igrama u Lillehammeru 1994. i Sočiju 2014. godine.
Natječe se za Tsuchiya Home. U japanskoj reprezentaciji od 1988. godine. 
U Svjetskom kupu debitirao je 1988. godine. U Kontinentalnom kupu od 1993./94. godine.

## Vanjske poveznice
- Noriaki Kasai, Međunarodni skijaški savez (eng.)
- Noriaki Kasai  Arhivirana inačica izvorne stranice od 22. rujna 2013. (Wayback Machine), Sports-Reference (eng.)